# Mistrovství světa juniorů v orientačním běhu 2019
Juniorské mistrovství světa v orientačním běhu 2019 (Junior World Orienteering Championships 2019) se uskutečnilo ve dnech 6.–12. července 2019 v okolí města Silkeborg, Dánské království. Tato prestižní akce přivítala nejlepší juniorské orientační běžce z celého světa, kteří soutěžili v náročných terénech dánského regionu. 

## Program Juniorského mistrovství světa v orientačním běhu 2019
Závody proběhly v různých terénech v okolí Silkeborgu, poskytujících rozmanité výzvy pro mladé závodníky.
| Silkeborg Centrum Mistrovství světa juniorů 2025 – SILKEBORG, DÁNSKO | Datum             | Závod                    | Místo konání | Doprovodné akce      |
| -------------------------------------------------------------------- | ----------------- | ------------------------ | ------------ | -------------------- |
| Silkeborg Centrum Mistrovství světa juniorů 2025 – SILKEBORG, DÁNSKO | 6. července 2019  | Příjezd, modelové závody | Silkeborg    |                      |
| Silkeborg Centrum Mistrovství světa juniorů 2025 – SILKEBORG, DÁNSKO | 7. července 2019  | Sprint                   | Silkeborg    | Slavnostní zahájení  |
| Silkeborg Centrum Mistrovství světa juniorů 2025 – SILKEBORG, DÁNSKO | 8. července 2019  | Long (klasická trať)     | Silkeborg    |                      |
| Silkeborg Centrum Mistrovství světa juniorů 2025 – SILKEBORG, DÁNSKO | 10. července 2019 | Middle kvalifikace       | Silkeborg    |                      |
| Silkeborg Centrum Mistrovství světa juniorů 2025 – SILKEBORG, DÁNSKO | 11. července 2019 | Middle finále            | Silkeborg    |                      |
| Silkeborg Centrum Mistrovství světa juniorů 2025 – SILKEBORG, DÁNSKO | 12. července 2019 | Štafety                  | Silkeborg    | Slavnostní zakončení |

## Účastníci
Mistrovství se zúčastnili sportovci ze 41 členských výprav Mezinárodní federace orientačního běhu, kteří soutěžili o 9 medailových sad a celkem 48 medailí.
Z celkového počtu 343 závodníků bylo 181 mužů a 162 žen.
- Austrálie (6+6)
- Rakousko (5+6)
- Bělorusko (2+3)
- Belgie (5+4)
- Brazílie (6+6)
- Bulharsko (4+5)
- Kanada (5+4)
- Chorvatsko (3+2)
- Česko (6+6)
- Dánsko (6+6)
- Egypt (2+2)
- Estonsko (4+4)
- Finsko (6+6)
- Francie (4+6)
- Německo (3+6)
- Hongkong (2+6)
- Maďarsko (5+6)
- Irsko (5+1)
- Izrael (0+4)
- Itálie (3+4)
- Japonsko (6+6)
- Lotyšsko (5+4)
- Litva (4+4)
- Moldavsko (1+1)
- Nový Zéland (6+6)
- Norsko (6+6)
- Polsko (3+4)
- Portugalsko (1+3)
- Rumunsko (1+3)
- Rusko (6+6)
- Srbsko (0+1)
- Slovensko (5+6)
- Slovinsko (0+1)
- Jižní Afrika (0+3)
- Španělsko (3+3)
- Švédsko (6+6)
- Švýcarsko (6+6)
- Turecko (6+4)
- Ukrajina (3+3)
- Spojené království (6+6)
- Spojené státy americké (6+6)

## Sprint
| Zkrácené výsledky                                                                                    | Zkrácené výsledky                                                                                    | Zkrácené výsledky                                                                                    | Zkrácené výsledky                                                                                    | Zkrácené výsledky                                                                                   | Zkrácené výsledky                                                                                   | Zkrácené výsledky                                                                                   | Zkrácené výsledky                                                                                   |
| Muži                                                                                                 | Muži                                                                                                 | Muži                                                                                                 | Muži                                                                                                 | Ženy                                                                                                | Ženy                                                                                                | Ženy                                                                                                | Ženy                                                                                                |
| --- | --- | --- | --- | --------------------------------------------------------------------------------------------------- | --------------------------------------------------------------------------------------------------- | --------------------------------------------------------------------------------------------------- | --------------------------------------------------------------------------------------------------- |
| - Traťové parametry: 3,3 km, 40 m převýšení, 23 kontrol - Mapa: 1 : 4 000, E = 2,5 m - 172 závodníků | - Traťové parametry: 3,3 km, 40 m převýšení, 23 kontrol - Mapa: 1 : 4 000, E = 2,5 m - 172 závodníků | - Traťové parametry: 3,3 km, 40 m převýšení, 23 kontrol - Mapa: 1 : 4 000, E = 2,5 m - 172 závodníků | - Traťové parametry: 3,3 km, 40 m převýšení, 23 kontrol - Mapa: 1 : 4 000, E = 2,5 m - 172 závodníků | - Traťové parametry: 2,9 km, 35 m převýšení, 17 kontrol - Mapa: 1 : 4 000, E = 2,5 m - 157 závodnic | - Traťové parametry: 2,9 km, 35 m převýšení, 17 kontrol - Mapa: 1 : 4 000, E = 2,5 m - 157 závodnic | - Traťové parametry: 2,9 km, 35 m převýšení, 17 kontrol - Mapa: 1 : 4 000, E = 2,5 m - 157 závodnic | - Traťové parametry: 2,9 km, 35 m převýšení, 17 kontrol - Mapa: 1 : 4 000, E = 2,5 m - 157 závodnic |
| Umístění                                                                                             | Jméno                                                                                                | Čas                                                                                                  | Ztráta                                                                                               | Umístění                                                                                            | Jméno                                                                                               | Čas                                                                                                 | Ztráta                                                                                              |
| Zlatá medaile                                                                                        | Aston Key                                                                                            | 12:20                                                                                                | | Zlatá medaile                                                                                       | Eline Gemperle                                                                                      | 12:18                                                                                               | |
| Stříbrná medaile                                                                                     | Samuel Pihlstrom                                                                                     | 12:33                                                                                                | +0:13                                                                                                | Stříbrná medaile                                                                                    | Tilda Ostberg                                                                                       | 12:21                                                                                               | +0:03                                                                                               |
| Bronzová medaile                                                                                     | Guilhem Elias                                                                                        | 12:34                                                                                                | +0:14                                                                                                | Bronzová medaile                                                                                    | Grace Molloy                                                                                        | 12:32                                                                                               | +0:14                                                                                               |
| 4.                                                                                                   | Axel Granqvist                                                                                       | 12:39                                                                                                | +0:19                                                                                                | 4.                                                                                                  | Alva Sonesson                                                                                       | 12:36                                                                                               | +0:18                                                                                               |
| 5.                                                                                                   | Georg Groell                                                                                         | 12:40                                                                                                | +0:20                                                                                                | 5.                                                                                                  | Isa Envall                                                                                          | 12:37                                                                                               | +0:19                                                                                               |
| 6.                                                                                                   | Gustav Runefors                                                                                      | 12:41                                                                                                | +0:21                                                                                                | 6.                                                                                                  | Tereza Jánošíková                                                                                   | 12:38                                                                                               | +0:20                                                                                               |
| 7.                                                                                                   | Reto Egger                                                                                           | 12:44                                                                                                | +0:24                                                                                                | 7.                                                                                                  | Elena Pezzati                                                                                       | 12:49                                                                                               | +0:31                                                                                               |
| 8.                                                                                                   | Ferenc Jonas                                                                                         | 12:45                                                                                                | +0:25                                                                                                | 7.                                                                                                  | Ida Oebro                                                                                           | 12:49                                                                                               | +0:31                                                                                               |

## Long
| Zkrácené výsledky                                                                                      | Zkrácené výsledky                                                                                      | Zkrácené výsledky                                                                                      | Zkrácené výsledky                                                                                      | Zkrácené výsledky                                                                                    | Zkrácené výsledky                                                                                    | Zkrácené výsledky                                                                                    | Zkrácené výsledky                                                                                    |
| Muži                                                                                                   | Muži                                                                                                   | Muži                                                                                                   | Muži                                                                                                   | Ženy                                                                                                 | Ženy                                                                                                 | Ženy                                                                                                 | Ženy                                                                                                 |
| --- | --- | --- | --- | --- | --- | --- | --- |
| - Traťové parametry: 10,06 km, 625 m převýšení, 24 kontrol - Mapa: 1 : 15 000, E = 5 m - 170 závodníků | - Traťové parametry: 10,06 km, 625 m převýšení, 24 kontrol - Mapa: 1 : 15 000, E = 5 m - 170 závodníků | - Traťové parametry: 10,06 km, 625 m převýšení, 24 kontrol - Mapa: 1 : 15 000, E = 5 m - 170 závodníků | - Traťové parametry: 10,06 km, 625 m převýšení, 24 kontrol - Mapa: 1 : 15 000, E = 5 m - 170 závodníků | - Traťové parametry: 6,52 km, 395 m převýšení, 18 kontrol - Mapa: 1 : 15 000, E = 5 m - 153 závodnic | - Traťové parametry: 6,52 km, 395 m převýšení, 18 kontrol - Mapa: 1 : 15 000, E = 5 m - 153 závodnic | - Traťové parametry: 6,52 km, 395 m převýšení, 18 kontrol - Mapa: 1 : 15 000, E = 5 m - 153 závodnic | - Traťové parametry: 6,52 km, 395 m převýšení, 18 kontrol - Mapa: 1 : 15 000, E = 5 m - 153 závodnic |
| Umístění                                                                                               | Jméno                                                                                                  | Čas | Ztráta                                                                                                 | Umístění                                                                                             | Jméno                                                                                                | Čas                                                                                                  | Ztráta                                                                                               |
| Zlatá medaile                                                                                          | Kasper Fosser                                                                                          | 1:02:19                                                                                                | | Zlatá medaile                                                                                        | Ida Haapala                                                                                          | 53:46                                                                                                | |
| Stříbrná medaile                                                                                       | Elias Jonsson                                                                                          | 1:05:28                                                                                                | +3:09                                                                                                  | Stříbrná medaile                                                                                     | Veronika Kalinina                                                                                    | 53:46                                                                                                | |
| Bronzová medaile                                                                                       | Aston Key                                                                                              | 1:07:49                                                                                                | +5:30                                                                                                  | Bronzová medaile                                                                                     | Grace Molloy                                                                                         | 54:17                                                                                                | +0:31                                                                                                |
| 4. | Reto Egger                                                                                             | 1:08:00                                                                                                | +5:41                                                                                                  | 4.                                                                                                   | Anine Lome                                                                                           | 55:07                                                                                                | +1:21                                                                                                |
| 5. | Fabian Aebersold                                                                                       | 1:08:33                                                                                                | +6:14                                                                                                  | 5.                                                                                                   | Eliane Deininger                                                                                     | 55:19                                                                                                | +1:33                                                                                                |
| 6. | Einar Melsom                                                                                           | 1:08:39                                                                                                | +6:20                                                                                                  | 6.                                                                                                   | Tereza Jánošíková                                                                                    | 55:59                                                                                                | +2:13                                                                                                |
| 7. | Mikko Eerola                                                                                           | 1:08:49                                                                                                | +6:30                                                                                                  | 7.                                                                                                   | Elena Pezzati                                                                                        | 56:07                                                                                                | +2:21                                                                                                |
| 8. | Jonas Soldini                                                                                          | 1:08:53                                                                                                | +6:34                                                                                                  | 8.                                                                                                   | Isa Envall                                                                                           | 56:20                                                                                                | +2:34                                                                                                |

## Middle
| Zkrácené výsledky                                                                                   | Zkrácené výsledky                                                                                   | Zkrácené výsledky                                                                                   | Zkrácené výsledky                                                                                   | Zkrácené výsledky                                                                                  | Zkrácené výsledky                                                                                  | Zkrácené výsledky                                                                                  | Zkrácené výsledky                                                                                  |
| Muži A                                                                                              | Muži A                                                                                              | Muži A                                                                                              | Muži A                                                                                              | Ženy A                                                                                             | Ženy A                                                                                             | Ženy A                                                                                             | Ženy A                                                                                             |
| --------------------------------------------------------------------------------------------------- | --------------------------------------------------------------------------------------------------- | --------------------------------------------------------------------------------------------------- | --------------------------------------------------------------------------------------------------- | -------------------------------------------------------------------------------------------------- | -------------------------------------------------------------------------------------------------- | -------------------------------------------------------------------------------------------------- | -------------------------------------------------------------------------------------------------- |
| - Traťové parametry: 4,7 km, 260 m převýšení, 17 kontrol - Mapa: 1 : 10 000, E = 5 m - 60 závodníků | - Traťové parametry: 4,7 km, 260 m převýšení, 17 kontrol - Mapa: 1 : 10 000, E = 5 m - 60 závodníků | - Traťové parametry: 4,7 km, 260 m převýšení, 17 kontrol - Mapa: 1 : 10 000, E = 5 m - 60 závodníků | - Traťové parametry: 4,7 km, 260 m převýšení, 17 kontrol - Mapa: 1 : 10 000, E = 5 m - 60 závodníků | - Traťové parametry: 4,3 km, 215 m převýšení, 14 kontrol - Mapa: 1 : 10 000, E = 5 m - 60 závodnic | - Traťové parametry: 4,3 km, 215 m převýšení, 14 kontrol - Mapa: 1 : 10 000, E = 5 m - 60 závodnic | - Traťové parametry: 4,3 km, 215 m převýšení, 14 kontrol - Mapa: 1 : 10 000, E = 5 m - 60 závodnic | - Traťové parametry: 4,3 km, 215 m převýšení, 14 kontrol - Mapa: 1 : 10 000, E = 5 m - 60 závodnic |
| Umístění                                                                                            | Jméno                                                                                               | Čas                                                                                                 | Ztráta                                                                                              | Umístění                                                                                           | Jméno                                                                                              | Čas                                                                                                | Ztráta                                                                                             |
| Zlatá medaile                                                                                       | Kasper Fosser                                                                                       | 25:03                                                                                               | | Zlatá medaile                                                                                      | Isa Envall                                                                                         | 29:59                                                                                              | |
| Stříbrná medaile                                                                                    | Guilhem Elias                                                                                       | 26:12                                                                                               | +1:09                                                                                               | Stříbrná medaile                                                                                   | Fiona Bunn                                                                                         | 30:53                                                                                              | +0:54                                                                                              |
| Bronzová medaile                                                                                    | Lukas Liland                                                                                        | 26:37                                                                                               | +1:34                                                                                               | Bronzová medaile                                                                                   | Tereza Jánošíková                                                                                  | 31:23                                                                                              | +1:24                                                                                              |
| 4.                                                                                                  | Erik Herne                                                                                          | 26:42                                                                                               | +1:39                                                                                               | 4.                                                                                                 | Elena Pezzati                                                                                      | 31:36                                                                                              | +1:37                                                                                              |
| 5.                                                                                                  | Aston Key                                                                                           | 26:50                                                                                               | +1:47                                                                                               | 5.                                                                                                 | Veronika Kalinina                                                                                  | 31:39                                                                                              | +1:40                                                                                              |
| 6.                                                                                                  | Viktor Svensk                                                                                       | 27:18                                                                                               | +2:15                                                                                               | 6.                                                                                                 | Agnes Kracht                                                                                       | 32:16                                                                                              | +2:17                                                                                              |
| 7.                                                                                                  | Elias Jonsson                                                                                       | 27:22                                                                                               | +2:19                                                                                               | 7.                                                                                                 | Hanna Lundberg                                                                                     | 32:40                                                                                              | +2:41                                                                                              |
| 7.                                                                                                  | Fabian Aebersold                                                                                    | 27:22                                                                                               | +2:19                                                                                               | 8.                                                                                                 | Irina Lazareva                                                                                     | 32:57                                                                                              | +2:58                                                                                              |

## Štafety
| Zkrácené výsledky – JWOC 2019 Štafety                                                                       | Zkrácené výsledky – JWOC 2019 Štafety                                                                       | Zkrácené výsledky – JWOC 2019 Štafety                                                                       | Zkrácené výsledky – JWOC 2019 Štafety                                                                       | Zkrácené výsledky – JWOC 2019 Štafety                                                                    | Zkrácené výsledky – JWOC 2019 Štafety                                                                    | Zkrácené výsledky – JWOC 2019 Štafety                                                                    | Zkrácené výsledky – JWOC 2019 Štafety                                                                    |
| Muži | Muži | Muži | Muži | Ženy | Ženy | Ženy | Ženy |
| --- | --- | --- | --- | --- | --- | --- | --- |
| - Traťové parametry: 5,6-5,8 km, 210-245 m převýšení, 21-22 kontrol - Mapa: 1 : 10 000, E = 5 m - 36 štafet | - Traťové parametry: 5,6-5,8 km, 210-245 m převýšení, 21-22 kontrol - Mapa: 1 : 10 000, E = 5 m - 36 štafet | - Traťové parametry: 5,6-5,8 km, 210-245 m převýšení, 21-22 kontrol - Mapa: 1 : 10 000, E = 5 m - 36 štafet | - Traťové parametry: 5,6-5,8 km, 210-245 m převýšení, 21-22 kontrol - Mapa: 1 : 10 000, E = 5 m - 36 štafet | - Traťové parametry: 4,7-4,9 km, 155-190 m převýšení, 20 kontrol - Mapa: 1 : 10 000, E = 5 m - 31 štafet | - Traťové parametry: 4,7-4,9 km, 155-190 m převýšení, 20 kontrol - Mapa: 1 : 10 000, E = 5 m - 31 štafet | - Traťové parametry: 4,7-4,9 km, 155-190 m převýšení, 20 kontrol - Mapa: 1 : 10 000, E = 5 m - 31 štafet | - Traťové parametry: 4,7-4,9 km, 155-190 m převýšení, 20 kontrol - Mapa: 1 : 10 000, E = 5 m - 31 štafet |
| Umístění | Tým a závodníci (Muži)                                                                                      | Čas (Muži)                                                                                                  | Ztráta | Umístění                                                                                                 | Tým a závodnice (Ženy)                                                                                   | Čas (Ženy)                                                                                               | Ztráta                                                                                                   |
| Zlatá medaile                                                                                               | Norsko 1. (Lukas Liland, Elias Jonsson, Kasper Fosser)                                                      | 1:30:52 | – | Zlatá medaile                                                                                            | Velká Británie 1. (Megan Keith, Fiona Bunn, Grace Molloy)                                                | 1:34:35                                                                                                  | – |
| Stříbrná medaile                                                                                            | Švédsko 2. (Samuel Pihlstrom, Gustav Runefors, Axel Granqvist)                                              | 1:33:01 | +2:09 | Stříbrná medaile                                                                                         | Rusko 1. (Irina Lazareva, Kristina Smirnova, Veronika Kalinina)                                          | 1:34:53                                                                                                  | +0:18 |
| Bronzová medaile                                                                                            | Francie 1. (Guilhem Haberkorn, Quentin Moulet, Guilhem Elias)                                               | 1:34:15 | +3:23 | Bronzová medaile                                                                                         | Švédsko 2. (Ella Olsson, Johanna Kallvik Leufven, Alva Sonesson)                                         | 1:35:28                                                                                                  | +0:53 |
| 4. | Švýcarsko 1. (Chamuel Zbinden, Reto Egger, Fabian Aebersold)                                                | 1:36:09 | +5:17 | 4. | Finsko 1. (Inka Nurminen, Anu Tuomisto, Ida Haapala)                                                     | 1:35:29                                                                                                  | +0:54 |
| 5. | Česko 1. (Vít Hořčička, Ondrej Hlaváč, Tomáš Křivda)                                                        | 1:36:27 | +5:35 | 5. | Česko 1. (Anna Kopecká, Barbora Chaloupská, Tereza Jánošíková)                                           | 1:37:50                                                                                                  | +3:15 |
| 6. | Velká Británie 1. (Freddie Carcas, Eddie Narbett, Alastair Thomas)                                          | 1:36:59 | +5:59 | 6. | Norsko 1. (Hanne Vassend, Victoria Haestad Bjornstad, Anine Lome)                                        | 1:37:58                                                                                                  | +3:23 |
| 7. | Dánsko 1. (Morten Ornhagen Jorgensen, Andreas Bock Bjoernsen, Soren Thrane Odum)                            | 1:37:01 | +6:09 | 7. | Dánsko 1. (Hedvig Valbjorn Gydesen, Annika Simonsen, Ida Oebro)                                          | 1:39:08                                                                                                  | +4:33 |
| 8. | Finsko 1. (Teemu Oksanen, Aaro Aho, Mikko Eerola)                                                           | 1:38:06 | +7:14 | 8. | Švýcarsko 1. (Eliane Deininger, Elisa Bertozzi, Elena Pezzati)                                           | 1:39:21                                                                                                  | +4:46 |